# سیساب
سیساب، روستایی از توابع بخش گرمخان شهرستان بجنورد در استان خراسان شمالی ایران است.

## جمعیت
این روستا در دهستان گرمخان قرار دارد و براساس سرشماری مرکز آمار ایران در سال ۱۳۸۵، جمعیت آن ۵۷۲ نفر (۱۴۲خانوار) بوده‌است.

## زبان
مردم روستای سیساب کردند و به زبان کردی سخن می گویند.